# 空條徐倫
空条徐倫（日语：／ Kūjō Jorīn）是日本漫画《JoJo的奇妙冒险》中的虚构角色，由荒木飞吕彦创作，是该系列第六部的主角。在剧情中，她在迪奥·布兰度最亲密的挚友恩里克·普奇的策划下被诬告谋杀，并被判处15年监禁。后来，她通过她的父亲空條承太郎送给她的吊坠觉醒了她的替身——石之自由（Sutōn Furī），能将自己的肉身分散成线。由于她的父亲空條承太郎从小长期不在她身边，她在剧情一开始和他的关系很紧张，但在承太郎为了救她而被偷袭后，她发誓为了救回她的父亲而留在监狱里，并和一群志同道合的替身使者一起拯救承太郎并击败普奇。
荒木之所以创作徐倫，是因为尽管遭到编辑的强烈反对，他仍然认为该系列有必要有一个女性主角，并相信以女性角色视角阐述让他有机会展示她们的战斗能力。徐倫最初在《JOJO的奇妙冒险 群星之战》和《JOJO的奇妙冒险 天国之眼》中由泽城美雪配音，之后在改编的动画中由菲魯茲·藍配音。评论家们对空条徐倫的反响是持积极的，许多评论家称赞她的复杂的性格，以及从一个有缺陷到一个意志坚强的角色的发展。

## 创造与发展
荒木表示，在首次创作以一个女性为主角的短篇漫画《美女☆愛琳》 时，他发现女性主角不太受读者的欢迎，于是最终没有连载该漫画。尔后荒木在《石之海》准备开始连载时，《周刊少年Jump》方面负责他的编辑东秀人建议徐伦这个角色应该设定为男性，因为不这样做有可能会失去读者的兴趣。然而荒木予以拒绝并解释说，正是这个原因，徐伦才应该是一名女性。他相信，随着年龄的增长，阅历的变宽使他能够创造出一个处于艰苦境地仍可以战斗的女性主角。他还认为徐伦拯救她父亲说明了她内心的成长。在为动画创作徐伦的主题曲时，身为作曲家和音乐家的菅野祐悟解释说，由于她是他参与制作的第一位女主角，他希望协调她的女性气质和力量，而这是十分具有挑战性的。
在电子游戏 《JoJo的奇妙冒险：群星之战》和《JoJo的奇妙冒险：天国之眼》中，徐伦由泽城美雪配音。在电视动画中，她则由菲魯茲·藍配音。菲魯茲·藍第一次接触这个系列是在高中时期，当时她在一个视频共享平台上看到了许多有关JOJO的著名的流行语。好奇之下的她曾误以为这是第一部，在购买了《石之海》的漫画并阅读后，她才发现《幻影血脉》的存在。她随后成为该系列和空条徐伦的粉丝，称该角色是她最喜欢的角色。在试镜期间，她时常紧张和落泪，认为自己没有展现出自己的全部能力。令她惊讶的是，制作人让她和房间里其他的工作人员一起过来，并以背诵形式让她获得这个角色的台词。她被要求以承太郎女儿的方式来扮演徐伦，但她发现自己的声音显得僵硬，这让她很难做到表达出剧中徐伦的情感。她也有意识地去表现出这个角色拯救承太郎的决心。制作人告诉菲魯茲，第13集后徐伦的声音必须更强，这让她重新阅读了漫画以做好准备。她还想确保徐伦的声音听起来不像承太郎那样冷静和低沉，想让这个角色在声音上与众不同。菲魯茲最初发现很难大声喊出徐伦的战斗台词“喔啦”，因此她找到了空条承太郎的配音员小野大辅，后者就如何发声给了她多种建议。她认为自己在这部剧中的配音演员阵容中是资历最浅的之一，所以希望利用徐伦这个角色作为她职业发展的机会。虽然她觉得自己配出的声音仍然不好，但制作人告诉她，她已经越来越擅长了。
在动画的英语版中，基拉·巴克兰为该角色配音。当她听到徐伦的声音时，她表示难以置信并且哭了。她练习了徐伦尖叫的“喔啦”声，并观察动画中的时间轴和提示，来自己知道何时停止。她认为徐伦是“一个非常坚强、写得很好、细致入微和有趣的角色”。

## 登场

### 石之海
故事一开始，空条徐伦和她的男朋友罗密欧·吉索在驾车约会的时候撞死了一名不知名的人，在罗密欧说服她隐瞒事件并替他顶罪后，她便被加以不白之冤被送往监狱囚禁。在前往绿海豚监狱的路上，她收到了父亲空条承太郎送给她的吊坠，并不慎用它刺伤了自己，从此她获得了一个替身，后来被她命名为“石之自由”。不久后她的父亲承太郎来到监狱探监，透露这一事件是迪奥的一名忠实追随者企图陷害作为他的女儿徐伦。承太郎随后试图带她逃狱，然而却被一个名为白蛇的替身抽出了记忆和替身，作为光碟被夺走，使他陷入了假死状态。当徐伦意识到他的父亲对她深切的爱以及保护她安全的愿望后，她发誓要留下来拯救他父亲的生命并找到操控白蛇的幕后替身使者。然后，她与其他替身使者安波里欧·阿尔尼、艾梅斯·罗斯提罗、斗魂骇客、天气预报和纳鲁西索·安娜苏一起组成团队。
在之后徐伦与天气报告一起作战，在成功欺骗白蛇后取回白金之星的替身光碟，并将其交给史比特瓦根基金会派出的信鸽让带回基金会本部。为了找到承太郎的记忆光碟，徐伦主动让自己被关进特别惩罚房寻找迪奥的遗留骨头，在这里她被迫与几个替身使者作战。随后她和安娜苏找到了绿色婴儿，这是迪奥在他日记中记载的计划实现中形成的，徐伦追逐它以确保它不会被普奇遇上。但是普奇还是追上了徐伦，双方进行了战斗，普奇迫使徐伦做出选择，是继续与他战斗还是找回承太郎的记忆光碟。她选择了后者，使普奇能够与绿色婴儿融合。在普奇逃脱后，徐伦和安波里欧打败缪柯雅·缪拉，并与艾梅斯一起逃离了监狱。然而斗魂骇客和天气预报在途中不幸战死。在一伙追逐普奇到卡纳维拉尔角时，空条承太郎恢复意识加入团队，他们在肯尼迪航天中心与普奇战斗。然而普奇最终将自己的替身进化为“天堂制造”。普奇利用它的新力量加速了世界各地的时间，以便按照他和迪奥的形象创造一个新的宇宙。之后，普奇杀死了除了徐伦和安波里欧之外的团队成员。由于徐伦和普奇都拥有乔斯达家的血统标记——星形胎记，她知道普奇能感觉到她，所以她掩護唯一倖存的夥伴安波里欧逃走，自己则选择留下来斷後，抵抗普奇并被杀。
当安波里欧最终杀死普奇后，后者完全重置宇宙建立新世界的企图失败，一个意想不到的新宇宙被创造出来，而在此之中普奇不存在。安波里欧在其中遇到了他的伙伴们的替代，包括名为爱伦（Airin）的徐伦，她正在考虑与安娜苏的替代安娜钦订婚，并去找她的父亲承太郎的替代，征求他的同意。

### 其他登场
徐伦还在荒木的一部合作番外篇《徐伦，飞向GUCCI》中登场，该漫画发表在女性时尚杂志《Spur》2013年2月号上，作为与意大利时尚品牌Gucci合作的一部分。她还在电子游戏《JoJo的奇妙冒险：群星之战》及其翻新版 《JoJo的奇妙冒险：群星之战R》 中作为可玩角色出现，她也是《JoJo的奇妙冒险：天国之眼》以及《JOJO的奇妙冒险：最后的生还者》中可玩角色之一。在2022年7月15日至8月2日期间，《怪物弹珠》推出了她和承太郎的限量版角色入门包。2022年12月26日至2023年1月9日，为了庆祝动漫和游戏十周年纪念日，与游戏《智龙迷城》也达成了合作。

## 评价

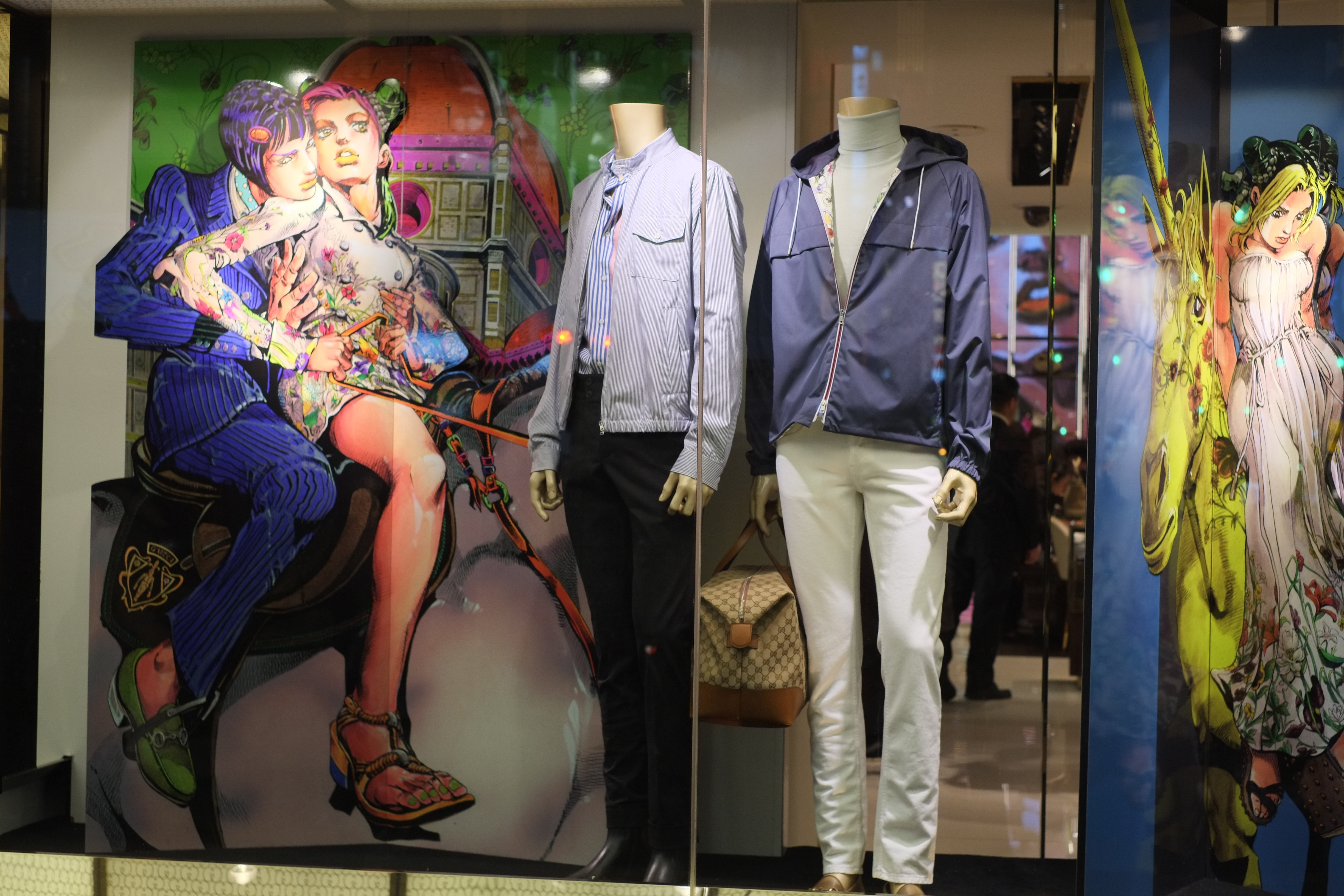
徐伦的艺术作品，出现在2013年Gucci商店的展示中。

徐伦的复杂性和性格发展受到了评论家的称赞。动画新闻网的凯特琳·摩尔喜欢这位女性JOJO的外表，并称赞徐伦拥有多种情绪状态而不会让人感到矛盾，以及她和艾琳娜·班鲁多如何表现出类似的成长，因为他们被迫在艰难的情况下变得坚强。她指出，每当徐伦的主要情节出现时，它都会“创造一种美丽的认可感，既是她即将到来的胜利，也是她确实是我们看到的几代人一直遵循的乔斯达血脉的延续”。在摩尔对《動畫女权主义者》的评论中，她认为徐伦是有亲和力的，因为她表现出了很多脆弱的方面却也具有成长潜力，但她认为，由于徐伦是该系列的第一位女主角，她在第一章中缺乏对自己力量的控制，使得这一集看起来不太好看。她认为徐伦手淫被抓的场景是一种解放，因为她只为自己的性行为被抓而感到羞耻。
《评论极客》的何塞·阿罗约欣赏她与乔瑟夫·乔斯达和空条承太郎在性格上的相似之处，和在与承太郎的对抗中抛弃了她的孩子气特征。动画新闻网的塞巴斯蒂安·斯托达德认为，徐伦是一个描写得很好的主角，因为她的描绘方式像少年漫画的主角 ，而荒木选择这样塑造她，让她和男性少年主角一样充满活力。漫画书资源网的阿拉斯泰尔·约翰斯认为，由于徐伦变成了一个思维缜密却行事粗狂的人，使得她对热血少年的印象是一种颠覆。Screen Rant的弗朗切斯科·卡恰托雷强调，她的缺陷使她成为该系列中最好的主角，并指出，与前几部JOJO对这种情况的反应相比，她隐瞒罗密欧的参与并陷害她的行为使她仍然有罪。他将她的旅程视为她的救赎，以及她如何演变成一个值得拥有乔斯达血统的人。他的结论是，与该系列的其他主角相比，正是这些让她更像人类，同时仍然保留着乔斯达的精神。英国動畫新闻的科尔德·柯布拉注意到徐伦是如何从一开始十分温顺，逐渐变得更加自信并习惯了她的严酷处境德人，使她成为一个值得欢呼的有趣角色。FictionTalk的卢克·马奎尔认为她是一位强大的女主角，不是因为她的力量，而是因为她的性格如何发展，并发现她如何创造性地运用她的替身能力。
IGN的布列塔尼·文森特评论说，石之自由与之前的JOJO的替身相比是一个有趣的变化，因为她能够变成线型，用于有趣的战斗和创造性用途，以及它如何使徐伦成为一个赋予力量的女性角色。
徐伦和空条承太郎之间的父女关系成为本部剧情中的关键点。Polygon的杜桑·伊根指出承太郎和徐伦在各自的角色设定上并没有什么不同，以及承太郎冷酷的性格和忽视行为如何让她怨恨他。评论家强调，与其他角色相比，承太郎和徐伦必须共同努力，坦诚承太郎给她带来的痛苦，并将她拯救他的愿望视为一个戏剧性的转折点，因为尽管他们的关系曾经受到了严重损害，但他们两人显然彼此相爱，并且有机会弥补隔阂。《评论极客》的何塞·阿罗约在系列第一部分评论中不喜欢他们的关系解决的速度如此之快，因为他认为两人之间几乎没有任何值得徐伦原谅的情感时刻，结果都是仓促和不劳而获的。因此，在他对第二部分的评论中，他赞扬了更好地处理徐伦对承太郎过去的深掘，因为其中包括两人之间的真心时刻。何塞·阿罗约在第三部分的评论中表达了承太郎和徐伦重聚的喜悦，以及承太郎见证她的成熟并展现出他的骄傲。Thrillist的坎博尔·坎贝尔指出，承太郎在《星尘斗士》中的个性让他变得很酷，而徐伦却把他视为一个漠不关心家庭的父亲，这就是为什么这很有趣，与整个乔斯达家族成员之间的关系相似。Game Rant的苏塞尔·艾哈迈德认为承太郎的自我付出让她做出了更好的决定，给了她拯救他的机会。
在系列30周年纪念展“荒木飞吕彦原画展 JOJO 冒险的波纹”上进行的一项调查中，徐伦的发型被评为投票者最想尝试的发型。